# Dicranoloma onraedtii
Dicranoloma onraedtii är en bladmossart som beskrevs av Maurice Bizot 1976. Dicranoloma onraedtii ingår i släktet Dicranoloma och familjen Dicranaceae. Inga underarter finns listade i Catalogue of Life.